# The Nuisance (1933)
The Nuisance is een Amerikaanse filmkomedie uit 1933 onder regie van Jack Conway.

## Verhaal
De letselschadeadvocaat Joe Stevens is de schrik van het plaatselijke trambedrijf. Hij heeft het bedrijf al tienduizenden dollars aan schadevergoedingen gekost. De hoofdadviseur van het trambedrijf besluit Stevens te bestrijden met zijn eigen wapens. Hij laat Dorothy Mason zich voordoen als een letselslachtoffer.

## Rolverdeling
| Acteur              | Personage             |
| ------------------- | --------------------- |
| Lee Tracy           | Joe Stevens           |
| Madge Evans         | Dorothy Mason         |
| Frank Morgan        | Dr. Buchanan Prescott |
| Charles Butterworth | Floppy Phil Montague  |
| John Miljan         | John Calhoun          |
| Virginia Cherrill   | Juffrouw Rutherford   |
| David Landau        | Kelley                |
| Greta Meyer         | Mevrouw Mannheimer    |
| Herman Bing         | Willy                 |
| Samuel S. Hinds     | Mijnheer Beaumont     |
| Syd Saylor          | Fred                  |